# Viran Morros de Argila
Viran Morros de Argila (Barcelona, 15. prosinca 1983.) je španjolski rukometaš. Igra na položaju lijevog vanjskog. Španjolski je reprezentativac. 
Od 2000. do 2003. je igrao za Barcelonu, nakon čega je godinu dana igrao za Teucro, a 2004. je prešao u Ademar Leon u kojem je ostao do 2007. Od 2007. do danas igra u Ciudad Realu. 
Za Španjolsku je do SP-a 2011. odigrao 56 utakmica i postigao 70 pogodaka. Sudjelovao je na svjetskom prvenstvu 2011. u Švedskoj.

## Uspjesi
- španjolski prvak: 2002./03., 2007./08., 2008./09., 2009./10.
- španjolski superkup: 2001., 2008.
- španjolski kup 2000./01., 2001./02. i 2007./08.
- Kup EHF: 2002./03.
- EHF Champions Trophy 2002./03.
- Kup pobjednika kupova 2004./05.
- Liga prvaka: 2007./08. i 2008./09.